# Pro bono

Le pro bono est une ancienne locution latine, provenant de « pro bono publico » signifiant « pour le bien public », qui désigne le travail réalisé à titre gracieux par un professionnel à destination d'une population défavorisée.
Le « pro bono » dans le droit (juristes, avocats) permet de conseiller gratuitement des populations défavorisées pour démocratiser l'accès à la justice. Cette pratique s'est ensuite diffusée à d'autres sphères que le droit telles que le marketing et la communication, la stratégie, l'architecture, l’informatique et les ressources humaines notamment.
Il se distingue du mécénat de compétences qui représente l'engagement volontaire des salariés d'une entreprise pour une mission d'intérêt général qui se traduit par une défiscalisation des salaires des salariés lors de l'action.
Pour les juristes, le « pro bono » vise à consacrer volontairement une partie déterminée de leur temps, gratuitement ou pour des honoraires modiques, à faire reconnaître ou protéger les droits de personnes défavorisées, à fournir des services juridiques afin d’aider des organisations qui représentent les intérêts des membres démunis de la collectivité ou qui œuvrent en leur nom ou pour d’autres organisations d’intérêt public, ou à améliorer les lois ou le système de justice.

## Dans la culture populaire
Ce terme est souvent employé dans les séries télévisées américaines mettant en scène des cabinets d'avocats, telles que Suits, Better Call Saul, The Good Wife, Goliath ou Toy Boy.